# Akoya

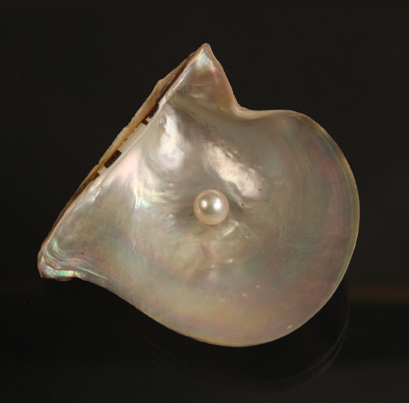
Akoya-Auster mit Perle

Die Akoya (jap. 阿古屋貝, Akoya-gai, wissenschaftlich: Pinctada fucata martensii) gehört zu den bekanntesten Perlen-Arten. Sie zeichnet sich durch ihre runde, gleichmäßige und glänzende Form aus. Von Natur aus sind Akoyas weiß oder cremefarben. Durch menschliche Behandlung sind sie aber in verschiedensten Farben erhältlich. Akoyas werden seit über 100 Jahren kommerziell gezüchtet.

## Herkunft
Trotz des japanischen Namens liegt der Ursprung dieser Perlen- oder Austern-Art in Indien, wo sich ab 1850 vereinzelt Europäer in der Perlen- bzw. Austernzucht versuchten. Jedoch verhinderten ein staatliches Monopol sowie strenge gesetzliche Vorgaben deren Aufstieg. Ende des 19. Jahrhunderts dann gelangten über den Seeweg mehrere Austernkolonien nach Kyushu (Japan). Durch die dort herrschenden, ähnlichen klimatischen Bedingungen konnten die ersten Züchter schnell aus wenigen Austern hohen Profit schlagen. So gelang es Kokichi Mikimoto in den frühen 1920er Jahren mit der Akoya-Züchtung erstmals, Zuchtperlen zu produzieren und auf den Markt zu bringen.

## Besonderheiten
Die Akoya-Austern verfügen über ein ausgeklügeltes Fortpflanzungssystem. Wie ähnliche Weichtiere wechseln sie ihr Geschlechtsorgan je nach Notwendigkeit.

## Trivia
- Der Elektronikhersteller Medion nennt einige seiner Notebook- und PC-Serien Akoya.
- „Akoyasilber“ ist ein Farbton bei Volkswagen und Audi.
- Der Lautsprecherhersteller Cabasse nennt eines seiner Modelle Pearl Akoya.